# アンソニー・パーカー
アンソニー・マイケル・パーカー（Anthony Michael Parker、1975年6月19日 - ）はアメリカ合衆国の元バスケットボール選手。
イリノイ州ネイパービル出身。現在はオーランド・マジック傘下のレイクランド・マジックのゼネラルマネージャー。元ユーロリーグMVP。妹のキャンデース・パーカーはWNBA選手で、その夫すなわち義弟のシェルデン・ウィリアムスも元NBAプレイヤーで、現在はブルックリン・ネッツのスカウトを務めている。

## 経歴

### NBA入り
ブラッドリー大学でプレイした後、1997年のNBAドラフトにてニュージャージー・ネッツから1巡目21指名を受るも、直後にフィラデルフィア・セブンティシクサーズに移籍した。ルーキーイヤーとなった1997-98シーズンは怪我に悩まされ、37試合の出場に留まり、出場時間は僅か平均5.3分だった。翌シーズンは開幕2戦目で左足の骨折という不幸が彼を襲い、残りの全試合を欠場した。オフにはオーランド・マジックに移籍して心機一転を計るも、やはりまとまった出場時間は得られず、2000年1月にはチームから解雇され、シーズンの残りを独立リーグCBAのクワッドシティ・サンダーで過ごした。

### ユーロリーグへ
アメリカでのプレイに行き詰ったパーカーは新天地を海外へと求め、イスラエルの国内トップチーム、マッカビ・テル・アビブと契約した。不安定な情勢のイスラエルでの生活は爆撃の脅威にさらされることもあったが、チームの中ではすぐに重要な地位を占めるようになり、パーカーを得たマッカビは2000-2001シーズンのSupro Leagueカップ優勝を果たした(ユーロリーグがFIBAヨーロッパより独立したこのシーズンのみに設けられたFIBAヨーロッパのタイトル。事実上のヨーロッパチャンピオン)。02-03シーズンにはイタリアのチーム、ウィルトゥス・ローマてプレイしたが、翌03-04シーズンにはマッカビに戻り、ユーロリーグ初優勝を果たした。パーカーは16得点5.8リバウンドの成績を残し、ユーロリーグファイナル4MVPを獲得した。04-05シーズンには18得点5.3リバウンドの成績でユーロリーグMVPを獲得、チームもユーロリーグ連覇を果たした。翌シーズンもパーカーはMVPを獲得し、チームも決勝まで勝ち進むも3連覇は果たせなかった。

### 再びNBAへ
マッカビで大成功を収めていたパーカーは2005年10月のNBAプレシーズンでトロント・ラプターズと対戦。この時決勝点を決めてマッカビを勝利に導いたパーカーは、翌2006年の夏、ラプターズからオファーを受け、6シーズンぶりにNBAに復帰した。この年ラプターズは多くの海外出身選手を獲得し、リーグでも有数の国際色豊かなチームとなったが、ユーロリーグでのプレイ経験が豊富なパーカーは多国籍軍でもすぐにフィットし、出場した73試合全てで先発に起用され、12.4得点のアベレージを残した。スリーポイントシュート成功率は44.1%を記録し、リーグ5位にランクされ、ラプターズの5シーズンぶりのプレイオフ進出に貢献した。パーカーはラプターズでプレイした3シーズンで先発シューティングガード、あるいは先発スモールフォワードの地位を確保し、毎シーズン平均二桁得点を記録する安定したプレイを見せた。
2009年夏にフリーエージェントとなり、2年600万ドルでクリーブランド・キャバリアーズと契約した。
2011-12シーズン終了後、現役を引退。引退後はオーランド・マジックのスカウト部門に起用され、2017年8月に傘下のレイクランド・マジックのヘッドコーチに就任した。